# Agent national
Agent national (tj. národní agent) byla funkce vytvořená za Velké francouzské revoluce během jakobínského teroru.

## Historie
Dne 18. listopadu 1793 předložil Billaud-Varenne jménem Výboru pro veřejné blaho zprávu o organizaci revoluční vlády a návrh výnosu přijatého Národním konventem. Tento dekret zaváděl ve své druhé části (články 8 a 13–22) národní agenty, kteří mají zastupovat vládu před správami okresů a obcí, přičemž nahrazují okresní státní zástupce-syndikáty, zástupce obcí a jejich náhradníky.
Podle článku 14 tito národní agenti dohlíželi na dodržování zákonů, jakož i na odsouzení nedbalosti způsobené při tomto výkonu a trestných činů, které by mohly být spáchány. Na rozdíl od jiných usedlých úřadů jim bylo umožněno pohybovat se po celém svěřeném území, dohlížet a zjišťovat, jak jsou zákony uplatňovány. Tato kontrolní činnost (jak správních orgány, tak jednotlivců) a rozsah jejich pole působnosti (dohled nad uplatňováním zákonů a rozhodnutí Konventu a jeho výborů) jim zajišťoval velkou moc.
Podle článku 15 byli v těchto nových funkcích zachováni okresní státní zástupci-syndikové a městští zástupci.
Po Thermidorském převratu proběhla mezi národními agenty čistka a nakonec byla funkce zcela zrušena 17. dubna 1795.

## Někteří národní agenti
- Philippe Buonarroti, národní agent z obce Oneille v Ligurii
- Pierre-Gaspard Chaumette, národní agent Pařížské komuny
- Joseph Bernard Delilia de Crose, národní agent pro obec Nantua
- François-Michel Lantrac, národní agent departementu Gers
- Claude-François de Payan, národní agent Komuny Paříže
- Gilles-Louis Richard, národní agent obce Ernée
- Jean François Philibert Rossée, národní agent pro obec Belfort
- Gabriel Jérôme Sénar, národní agent magistrátu Tours
- Camille Teisseire, národní agent obce Grenoble
- Thomas Bouquerot de Voligny, národní agent pro obec Clamecy